# Alfonso Delgado Evers

Wappen von Alfonso Rogelio Delgado Evers

Alfonso Delgado Evers (* 21. Juni 1942 in Rosario) ist ein argentinischer Geistlicher und emeritierter römisch-katholischer Erzbischof von San Juan de Cuyo.

## Leben
Alfonso Delgado Evers trat dem Opus Dei bei und empfing am 23. Juni 1970 die Priesterweihe.
Papst Johannes Paul II. ernannte ihn am 20. März 1986 zum Bischof von Santo Tomé. Die Bischofsweihe spendete ihm der Erzbischof von Buenos Aires, Juan Carlos Kardinal Aramburu, am 25. April desselben Jahres; Mitkonsekratoren waren Jorge Manuel López, Erzbischof von Rosario, und Fortunato Antonio Rossi, Erzbischof von Corrientes. Die Amtseinführung im Bistum fand am 11. Mai desselben Jahres statt. Als Wahlspruch wählte er Ut eatis.
Am 25. Februar 1994 wurde er zum Bischof von Posadas ernannt und am 1. Mai desselben Jahres in das Amt eingeführt. Am 29. März 2000 wurde er zum Erzbischof von San Juan de Cuyo ernannt und am 24. Mai desselben Jahres in das Amt eingeführt.
Papst Franziskus nahm seinen Rücktritt am 17. Juni 2017, vier Tage vor Erreichen der Altersgrenze, an.